# Henri Peslier
Henri François Peslier (4. januar 1880 – 12. maj 1912) var en fransk vandpolospiller som deltog i OL 1900 i Paris.
Peslier vandt en bronzemedalje  i vandpolo under OL 1900 i Paris. Han var med på det franske vandpolohold Libellule de Paris som kom på en tredjeplads. 